# Johannes Mildbraed

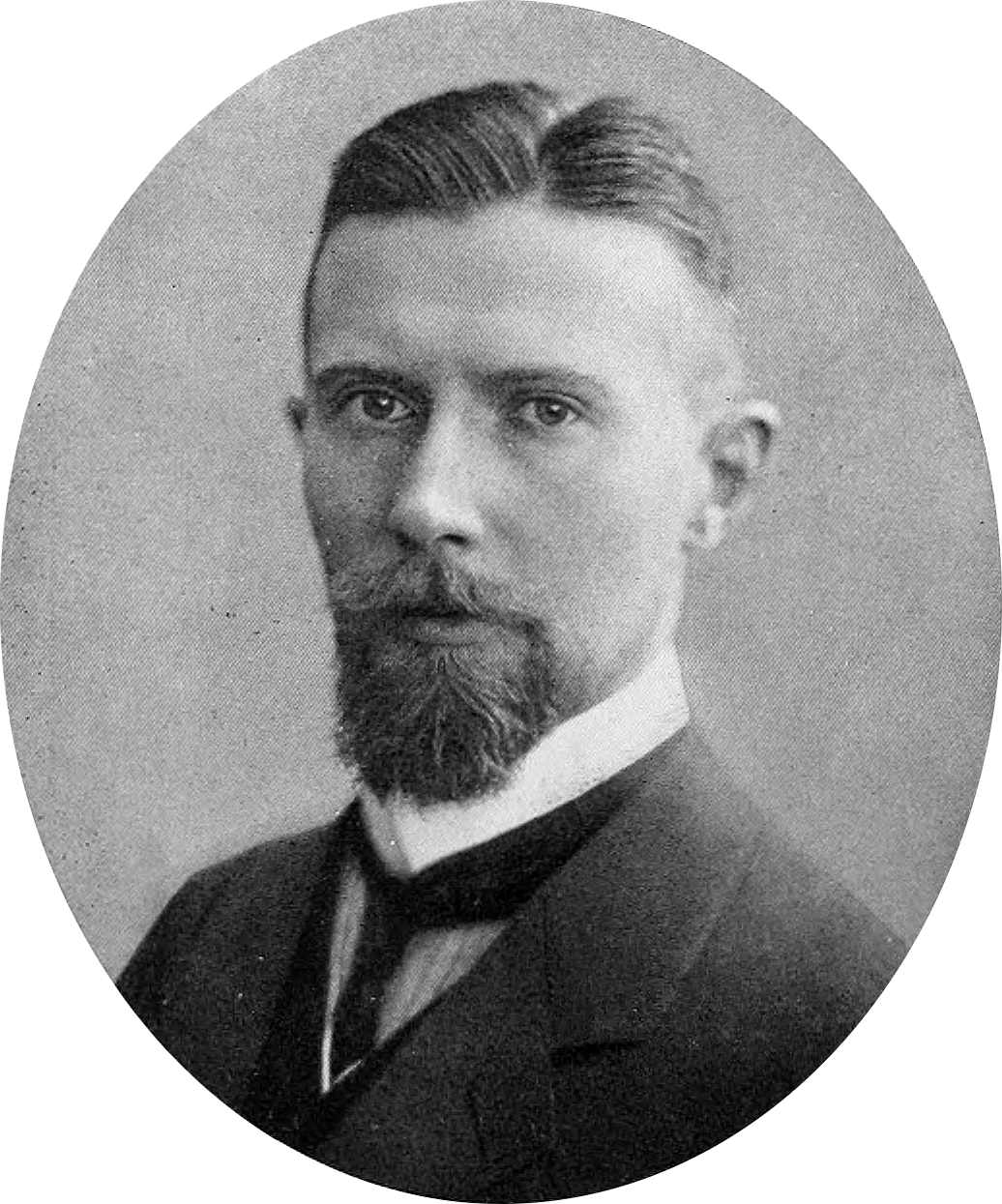
Johannes Mildbraed

Gottfried Wilhelm Johannes Mildbraed (* 19. Dezember 1879 in Jahnsfelde (Mark Brandenburg); † 24. Dezember 1954 in Berlin) war ein deutscher Botaniker, der sich mit Moosen, Farnen und auf spezielle Samenpflanzen spezialisiert hatte. Er ist als Autor für eine Monographie und taxonomische Behandlung der Familie Stylidiaceae aus dem Jahre 1908 bekannt. Sein offizielles botanisches Autorenkürzel lautet „Mildbr.“

## Leben
Johannes Mildbraed kam 1879 in der Familie von Robert Mildbraed und Elizabeth geb. Lentz zur Welt. Er ging zuerst in Jahnsfelde und später dann in der Folge direkt in Müncheberg zur Schule. Im Jahre 1897 absolvierte er das Gymnasium in Charlottenburg und studierte zunächst Sprachwissenschaften an der Berliner Universität. Doch wechselte er bald in die naturwissenschaftliche Fakultät über. Mildbraed wurde 1904 zum Doktor der Philosophie promoviert. Seine zur Verteidigung anstehende These betraf die Pflanzenfamilie der Podostemaceae.
Seit 1903 arbeitete er als Assistent von Adolf Engler im Botanischen Museum Berlin.
Im Jahre 1907 brach Mildbraed und seine Begleiter zu seiner ersten Forschungsexpedition in das Gebiet des Zentralafrikanischen Grabens auf. Diese Forschungsreise wurde von Adolf Friedrich zu Mecklenburg geleitet. Der Weg führte sie durch ein wenig bekanntes Gebiet das östlich des Sees Kivu lag. Die zweite deutsche Zentral-Afrika-Expedition, an der auch Mildbraed teilnahm, wurde zwischen den Jahren 1910 und 1911 zur Erkundung der Region des Oberen Nil unternommen. Während der dritten Expedition, im Jahre 1914 also während des Ersten Weltkriegs, wurde Johannes Mildbraed von französischen Truppen gefangen genommen und nach Frankreich deportiert. Er kehrte erst 1919 wieder nach Deutschland zurück. Erst am 17. September 1928 reiste Mildbraed wieder nach Afrika, diesmal vor allem in die Region um Kamerun.
Im Jahre 1913 wurde er Kustos des Botanischen Gartens Berlin. Neben seinen Forschungs- und Lehrtätigkeiten hielt er auch für andere akademische Disziplinen und eine breitere, interessierte Bevölkerungsschicht Vorträge oder organisierte Führungen durch den Botanischen Garten in Berlin. Im Jahre 1920 heiratete er; das Paar hatte drei Kinder.
Am 1. März 1943, während des Zweiten Weltkriegs, wurde bei der Bombardierung von Berlin ein großer Teil der Sammlungen des Botanischen Gartens Berlin zerstört. Hierunter waren auch viele Sammlungsstücke von Mildbraed.
1953 ging Johannes Mildbraed in den Ruhestand.

## Nach Mildbraed benannte Taxa
Folgende Taxa wurden zu Ehren von Johannes Mildbraed benannt:
- Mildbraedia Pax, 1909 (Euphorbiaceae)
- Mildbraediodendron Harms, 1911 (Fabaceae)
- Mildbraediochloa Butzin, 1971 (Poaceae)
- Celtis mildbraedii Engl., 1909 (Cannabaceae)

Anton Reichenow widmeten ihr 1908 die Zimtbuschsänger-Unterart Bradypterus cinnamomeus mildbreadi.

## Schriften
- Verzeichnis der gelegentlich der Pfingstexkursion nach Buckow im Mai 1902 beobachteten Moose. In: Verhandlungen des botanischen Vereins der Provinz Brandenburg. Band 44, 1903, S. XVII–XXI (online). – mit H. Paul
- Zwei Exkursionen nach dem Lubow-See. In: Verhandlungen des botanischen Vereins der Provinz Brandenburg. Band 46, 1905, S. 204–210 (online). – mit E. Ulbrich
- Über die bryologischen Ergebnisse der Vorexkursion in der Umgebung von Lanke. In: Verhandlungen des botanischen Vereins der Provinz Brandenburg. Band 47, S. V–VI, 1906 (online).
- Wissenschaftliche Ergebnisse der Deutschen Zentral-Afrika-Expedition 1907–1908 unter Führung Adolf Friedrichs, Herzogs zu Mecklenburg. Band 2: Botanik, Klinkhardt & Biermann, Leipzig 1914 (online) – als Hrsg. mit eigenen Beiträgen
- Wissenschaftliche Ergebnisse der Deutschen Zentral-Afrika-Expedition 1910–1911 unter Führung Adolf Friedrichs, Herzogs zu Mecklenburg. Band 2: Botanik, Klinkhardt & Biermann, Leipzig 1922 (online).
- Georg Zenker. In: Notizblatt des Botanischen Gartens und Museums zu Berlin-Dahlem. Band 8, Nummer 74, 1923, S. 319–324 (online).
- Georg Schweinfurth. Nachruf. In: Verhandlungen des botanischen Vereins der Provinz Brandenburg. Band 67, 1925, S. 106–113.
- Georg Schweinfurth als Botaniker. In: Die Naturwissenschaften. Band 14, Nummer 24, 1926, S. 569–573.
- Adolf Engler. Nachruf. In: Mitteilungen der Deutschen Dendrologischen Gesellschaft. Band 42, 1930, S. XX–XXI.
- Adolf Engler. Nachruf. In: Verhandlungen des botanischen Vereins der Provinz Brandenburg. Band 73, 1931, S. 100–104.
- Walter Busse (Nachruf). In Berichte der Deutschen Botanischen Gesellschaft Band 51, 1933, S. (61)–(71).
- Max Dinklage. Nachruf. In: Notizblatt des Botanischen Gartens und Museums zu Berlin-Dahlem. Band 12, Nummer 113, 1935, S. 413–415.
- Nachruf auf Eugen Otto Schulz. In: Notizblatt des Botanischen Gartens und Museums zu Berlin-Dahlem. Band 13, 1936, S. 154.